# Soledad Murillo de la Vega
Soledad Murillo de la Vega (Madrid, 21 d'abril de 1956) és una sociòloga feminista, investigadora i política espanyola. És Doctora en sociologia per la Universitat Complutense de Madrid. De 2004 a 2008 va ser Secretària General de Polítiques d'igualtat del Ministeri de Treball i Assumptes Socials d'Espanya, ocupant el primer càrrec polític en matèria d'igualtat al govern espanyol de José Luis Rodríguez Zapatero. De 2011 a 2015 va ser regidora de l'Ajuntament de Salamanca pel Partit Socialista Obrer Espanyol.
És professora titular de la Departament de Sociologia i Comunicació en la Facultat de Ciències Socials Universitat de Salamanca on va promoure en 1998 el seminari d'estudis de la dona i va impulsar el primer Doctorat de Gènere. En les seves recerques com a sociòloga destaquen els seus treballs sobre l'anàlisi del temps d'homes i dones quant a les tensions que genera compatibilitzar mercat de treball amb vida familiar, analitzant per què és un problema femení i no masculí aquesta conciliació i la recerca sobre l'associacionisme en les organitzacions de dones. 

## Publicacions
- El mito de la Vida Privada: de la entrega al tiempo propio (2006) Editorial Siglo XXI - ISBN 9788432312328
- Detectives y camaleones: el grupo de discusión: una propuesta para la investigación cualitativa (2008). Por Soledad Murillo de la Vega, Luis Mena Martínez Madrid : Talasa, 2006. ISBN 84-88119-61-5
- La mujer asalariada ante la negociación colectiva (1992). Dolores Liceras Ruiz, Soledad Murillo de la Vega; Susana Brunel (coord.), Rita Moreno Preciado (coord.), María Jesús Vilches (coord.) Fundación 1º de Mayo, 1992. ISBN 84-404-8464-X